# Ciocârlia (gmina w okręgu Jałomica)
Ciocârlia – gmina w Rumunii, w okręgu Jałomica. Obejmuje miejscowości Ciocârlia i Cotorca. W 2011 roku liczyła 806 mieszkańców. 